# Candela Peña
Candela Peña, född María del Pilar Peña Sánchez 14 juli 1973 i Gavà, Katalonien, är en spansk skådespelerska.

## Utmärkelser
Peña har bland annat vunnit Goyapriset för bästa kvinnliga huvudroll 2006 för Princesas.

## Roller i urval
- 1994 – Días contados
- 1999 – Allt om min mamma
- 2003 – Ta mina ögon
- 2003 – Torremolinos 73
- 2005 – Princesas
- 2012 – Una pistola en cada mano
- 2016 – Kiki, el amor se hace
- 2022 – Rosa's Wedding
- 2024 – Fallet Asunta (TV-serie) (6 avsnitt)
- 2025 – Rage (TV-serie)